# Muséotrain
 (juin 2021).
Si vous disposez d'ouvrages ou d'articles de référence ou si vous connaissez des sites web de qualité traitant du thème abordé ici, merci de compléter l'article en donnant les références utiles à sa vérifiabilité et en les liant à la section « Notes et références ».
Le Muséotrain est un musée ferroviaire créé et géré par l'association Compagnie du Chemin de Fer de Semur en Vallon qui exploite également le petit train de Semur, un chemin de fer touristique à voie étroite (0,60 m). Il est situé sur le territoire de la commune de Semur en Vallon, non loin de Vibraye, Connerré ou Saint Calais dans le département de la Sarthe, à 40 kilomètres à l'est du Mans.

## Histoire
La Compagnie du Chemin de Fer de Semur en Vallon  est une association de bénévoles aux multiples compétences. L’aventure a commencé en 1968, avec un petit train à voies de 60 autour d’un plan d’eau,. Années après années le petit train a grandi, le parcours à évolué, du nouveau matériel est récupéré dans des carrières ou d’anciennes mines, puis en 1980 une voiture de rame Sprague du Métro de Paris est proposée par la RATP, ce fut la naissance du Musée. Depuis, d’autres voitures ou locotracteurs furent récupérés, tant à voie normale qu’en voie étroite de 60 cm.
En 2010, la CEMNAD (Comité Evryen pour la création du Musée National Decauville) propose d’accueillir sa collection car il devenait impossible de réaliser ce Musée à Évry. Une importante partie du matériel sauvegardé était fabriqué par Decauville, donc l’idée de dédier le Musée à ce fabricant à rapidement germée chez les bénévoles, d’autant plus que le projet de bâtiment du futur musée est alors à l’étude. À la fin de l'année 2012, les voitures conservées sont installées sur leur emplacement par une importante grue , ensuite la grue permet d'installer la toiture pour protéger les anciennes machines.
Le bâtiment du Musée est terminé en 2013. En 2015, des représentants de l'association des Amis du musée Decauville viennent visiter le site. Pour créer la scénographie du musée, l'association fait appel à l'entreprise Sound To Sight du Mans, qui elle-même s'associe pour cette création à la Cie Théâtre des Trois Gros qui va notamment réaliser des courts métrages pour qu'ils soient diffusés dans le musée. Le musée est inauguré en 2019.
Le 17 août 2021 la La Compagnie du chemin de fer de Semur-en-Vallon obtient le renouvellement pour cinq ans du label « Tourisme et handicap » de la commission territoriale de la Direction générale des entreprises, qu'elle utilisait déjà depuis cinq ans. Une bénévole s'est formée pour devenir référente « accessibilité ».

## Offre touristique

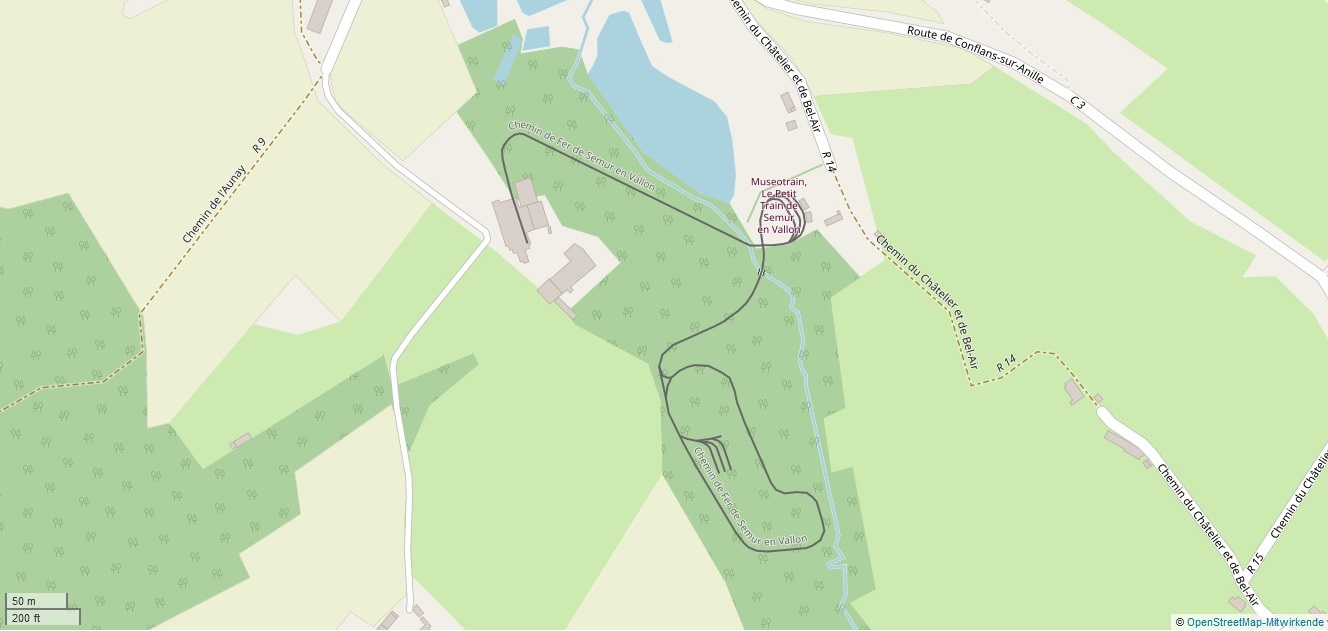
Plan du site.

Le site se compose d’une gare où les visiteurs sont accueillis, avec un large parking, un réseau constitué d’éléments de voies de 60 cm portables (c’est ce que l’on appelle la « voie Decauville » du nom de son inventeur Paul Decauville) un Muséotrain dédié en grande partie à l’œuvre de Paul Decauville, une gare « Decauville » et le dépôt.
Les visiteurs embarquent dans un petit train qui les transporte jusqu’à la gare du Musée, visite, puis trajet en train pour le retour vers la gare.

## Collections

### Dans le Musée
Matériel à voies standard (1,435 m) : locotracteur Decauville type 1011 de 1934 ; Locotracteur Bodet-Donon-Roussel (BDR) 20 tonnes de 1955 ; Locotracteur Decauville type TF901 de 1970 ; Locotracteur Decauville type TE40 de 1950 ; Draisine Campagne de 1948 ; Voitures voyageurs voies normales ; Voiture De Dietrich de 1898 transformée en 1950 ; Voiture CIWL Salon-Bar de 1927 ; Voiture "Etat" de 1924 - Voiture du Métro Parisien construite par Decauville en 1930 ; Fourgon serre-freins du CF Mamers à Saint Calais ; Grue mobile "Auguste SALIN" de 1876 d'une capacité de 6 tonnes.
Matériel à voies étroites : voie métrique : Motrice électrique Thomson-Houston, ex tramway de 1899 et motrice du tramway de Laon, 1899, à crémaillère ; voie de 0,50 : locotracteur Decauville type 607 de 1928 ; voie de 0,60 : Locotracteur Decauville type TMB 15 et locotracteur Campagne type 200

### Hors Musée
Matériel à voies étroites de 0,60 m : depuis 1971 ce sont plus d'une trentaine de locomotives diesel qui ont été sauvegardées, et plusieurs d'entre elles ont été remises en état de marche et sont utilisées en exploitation ou seulement pour des évènements particuliers, ou les journées du patrimoine.
Liste du matériel moteur sauvegardé :